# Sphenomorphus bacboensis
Sphenomorphus bacboensis — вид сцинкоподібних ящірок родини сцинкових (Scincidae). Ендемік В'єтнаму.

## Поширення і екологія
Sphenomorphus bacboensis відомі з типової місцевості, розташованої в окрузі Чьомой в провінції Баккай на півночі В'єтнаму. Вони живуть у вологих рівнинних тропічних лісах.